# Get Rich or Die Tryin' OST
Music from and Inspired by the Motion Picture Get Rich or Die Tryin' , je soundtrack k filmu Get Rich or Die Tryin' , v kterém jako herec debutoval 50 Cent a který režíroval Jim Sheridan.

## O albu
Get Rich or Die Tryin' OST vyšel v roce 2005, na soundtracku spolupracovali všichni tehdejší členové G-Unit Records (G-Unit, Mobb Deep, M.O.P., Olivia, Spider Loc a Mase. Prvním singlem byla 50 Centova píseň "Hustler's Ambition", ale zklamala očekávání. Další singly jako "Window Shopper", "Best Friend" a "I'll Whip Ya Head Boy" také nepřekročili dvacátou příčku v hitparádě Billboard Hot 100.

## Po vydání
V prvním týdnu se soundtracku prodalo 317 000 kusů, do konce roku 2005 se stalo platinovým, celkově se alba prodalo 3 miliony kusů celosvětově.
Vydáním alba se 50 cent stal třetím rapperem, který měl ve stejný rok na špici hitparády Billboard 200 album (The Massacre) i soundtrack, a to po Snoop Doggovi a Eminemovi.

## Seznam skladeb
| #  | Píseň                                 | Umělec (umělci)                                       | Producent(i)                          | Délka trvání |
| -- | ------------------------------------- | ----------------------------------------------------- | ------------------------------------- | ------------ |
| 1  | "Hustler's Ambition"                  | 50 Cent                                               | B-Money "B$"                          | 3:57         |
| 2  | "What If"                             | 50 Cent                                               | Nick Speed                            | 3:05         |
| 3  | "Things Change"                       | Spider Loc Feat. 50 Cent & Lloyd Banks                | Black Jeruz, Sha Money XL             | 3:59         |
| 4  | "You Already Know"                    | Lloyd Banks Feat. 50 Cent & Young Buck                |                                       | 4:15         |
| 5  | "When Death Becomes You"              | M.O.P. Feat. 50 Cent                                  | Kickdrums Productions, Recognize Reel | 3:05         |
| 6  | Have A Party"                         | Mobb Deep Feat. 50 Cent & Nate Dogg                   | Fredwreck                             | 3:55         |
| 7  | "We Both Think Alike"                 | 50 Cent Feat. Olivia                                  | DJ Khalil                             | 3:05         |
| 8  | "Don't Need No Help"                  | Young Buck                                            | Hi-Tek, J. R. Rotem                   | 2:50         |
| 9  | "Get Low"                             | Lloyd Banks                                           | All-Star                              | 3:56         |
| 10 | "Fake Love"                           | Tony Yayo                                             | K.O.                                  | 3:20         |
| 11 | "Window Shopper"                      | 50 Cent                                               | C. Styles & Sire                      | 3:10         |
| 12 | "Born Alone, Die Alone"               | Lloyd Banks                                           | Havoc                                 | 3:00         |
| 13 | "You A Shooter"                       | Mobb Deep Feat. 50 Cent                               | Sha Money XL                          | 3:05         |
| 14 | "I Don't Know Officer"                | 50 Cent Feat. Lloyd Banks, Prodigy, Spider Loc & Ma$e | Jake One                              | 4:32         |
| 15 | "Talk About Me"                       | 50 Cent                                               | Dr. Dre, Mike Elizondo                | 3:41         |
| 16 | "When It Rains It Pours"              | 50 Cent                                               | Dr. Dre, Che Vicious, Mike Elizondo   | 4:02         |
| 17 | "Cloud 9" (Bonus Track)               | Olivia Feat. 50 Cent                                  |                                       | 4:19         |
| 18 | "Best Friend" (Bonus Track)           | 50 Cent                                               | Hi-Tek                                | 4:11         |
| 19 | "I'll Whip Ya Head Boy" (Bonus Track) | 50 Cent Feat. Young Buck                              | Ron Browz                             | 3:56         |